# ANRI AGAIN〜Best Of Myself
『ANRI AGAIN〜Best Of Myself』（アンリ・アゲイン ベスト・オブ・マイセルフ）は、2009年12月2日に発売された杏里のセルフカバーアルバム。

## 概要
ユニバーサルJからユニバーサル ミュージック グループへの移籍第1弾アルバム。移籍を機に原点に戻るという意味で制作された。全曲が洋楽テイストを織り交ぜて新しくアレンジされている。ジャケット写真はレスリー・キーが担当した。

## 収録曲
1. 悲しみがとまらない (2009 version)
作詞：康珍化、作曲：林哲司、編曲：本澤尚之
2. 思いきりアメリカン (2009 version)
作詞：竜真知子、作曲：小林武史、編曲：Takacha a.k.a STUDIO 8
3. オリビアを聴きながら (2009 version)
作詞・作曲：尾崎亜美、編曲：橋本しん、Tezz
4. Summer Candles (2009 version)
作詞：吉元由美、作曲：杏里、編曲：MARKIE
5. ドルフィン・リング (2009 version)
作詞・作曲：杏里、編曲：小倉泰治
6. 気ままにReflection (2009 version)
作詞：三浦徳子、作曲：井上大輔、編曲：NON
7. Cat's Eye (2009 version)
作詞：三浦徳子、作曲：小田裕一郎
8. Fly By Day (2009 version)
作詞・作曲：角松敏生、編曲：本澤尚之
9. コットン気分 (2009 version)
作詞・作曲：伊藤薫、編曲：Takacha a.k.a STUDIO 8
10. Dance With Nostalgia (2009 version)
作詞・作曲：杏里、編曲：NON
11. Affection (2009 version)
作詞・作曲：杏里、編曲：小倉泰治
12. 砂浜 (2009 version)
作詞・作曲：伊藤薫、編曲：MARKIE

## 参加ミュージシャン
- 常富喜雄,note native,タカチャ,Sin,Tezz,MARKIE,小倉泰治,NON,daido